# Era postępowa

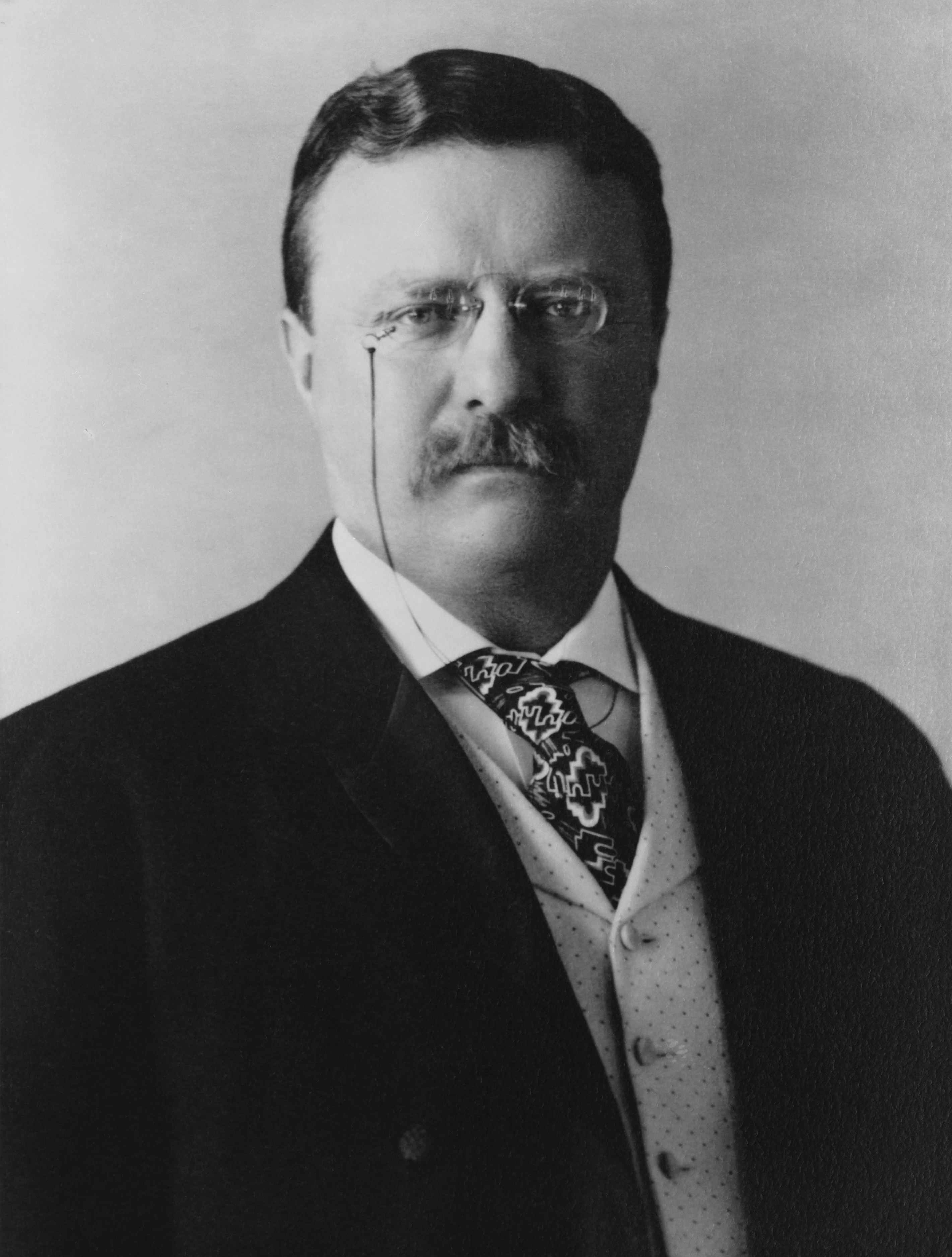
Theodore Roosevelt - jeden z najważniejszych reformatorów Ery postępowej

Era postępowa (ang. Progressive Era) - okres w historii Stanów Zjednoczonych w latach 1900-1920, w czasie którego intensywne reformy przebudowały dotychczasowy system gospodarczy, polityczny i społeczny państwa. Wydarzenia te odbyły się za czasów prezydentury Theodore'a Roosevelta, Williama Tafta i Woodrowa Wilsona.

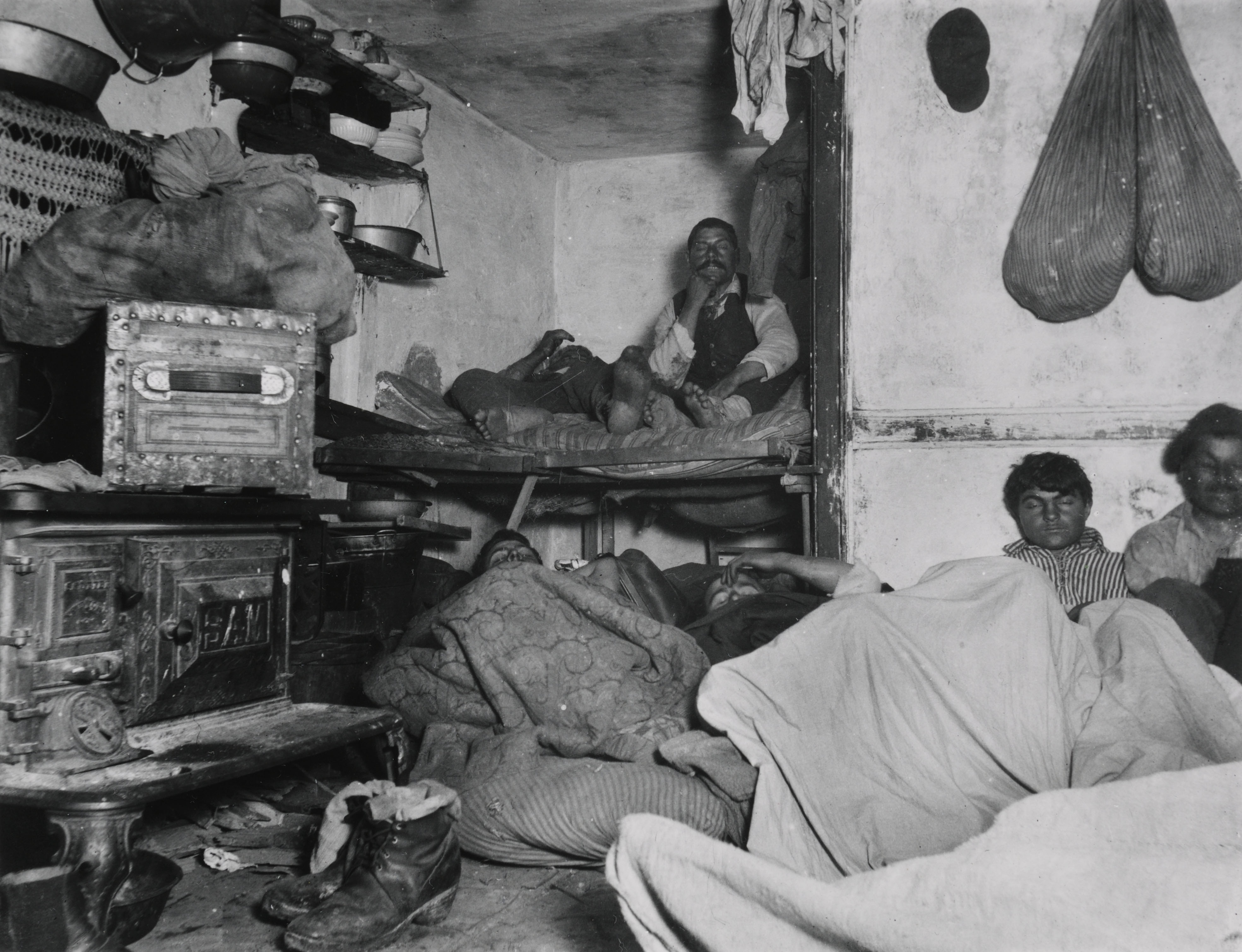
Mieszkanie za pięć centów przy Bayard Street, Jacob Riis, ok. 1889, fotografia ilustrująca fatalne warunki życia w Nowym Jorku pod koniec XIX wieku

Przyczyną wzmożonych reform na początku XX wieku było dążenie wielu grup społecznych w Stanach Zjednoczonych do rozwiązania problemów wynikających z szybkiej industrializacji oraz urbanizacji, które miały miejsce po zakończeniu wojny secesyjnej. Problemami, które nękały Amerykę na przełomie XIX i XX wieku było rozprzestrzenianie się slumsów, biedy, wykorzystywanie siły roboczej i rozkład demokratycznych rządów w dużych miastach i poszczególnych stanach.
Za koniecznością reform opowiadało się wiele grup społecznych. Wielu obywateli było zaangażowanych w różnego rodzaju organizacje mające na celu propagowanie reform. Duże znaczenie miała działalność tzw. demaskatorów, czyli grupy amerykańskich publicystów i pisarzy, którzy zwracali uwagę opinii publicznej na liczne nieprawidłowości systemu politycznego, społecznego i obyczajowego. Przykładowo działalność dziennikarza Lincolna Steffensa przyczyniła się do reformy opieki społecznej i służb komunalnych w amerykańskich miastach.